# Osaonica (Trstenik)
Pour les articles homonymes, voir Osaonica.
Osaonica (en serbe cyrillique : Осаоница) est un village de Serbie situé dans la municipalité de Trstenik, district de Rasina. Au recensement de 2011, il comptait 30 habitants.

## Démographie
| 1948 | 1953 | 1961 | 1971 | 1981 | 1991 | 2002 | 2011 |
| ---- | ---- | ---- | ---- | ---- | ---- | ---- | ---- |
| 6    | 7    | 10   | 15   | 12   | 7    | 37   | 30   |

|  |